# تصوير في الجزائر
تصوير في الجزائر فيلم وثائقي من إخراج سليم عقار حيث أنتج عام 2007 م 

## ملخص الفيلم
يتتبع هذا الفيلم الوثائقي ، الرحلة الصعبة مخرجين جزائريين زمن العشرية السوداء (التسعينيات) هم:
- مالك لخضر حمينة

- بلقاسم حجاج
- يمينة بشير الشويخ
- محمد

## مشاركات
- 2007:مهرجان الفيلم العربى بسان فرانسيسكو[4]

- 2008: مهرجان تطوان السينمائي
- 2008:بانوراما للسينما الجزائرية بمونتريال